# JR貨物U48A形コンテナ
U48A形コンテナ（U48Aがたコンテナ）は、日本貨物鉄道（JR貨物）輸送用として籍を編入している31ft私有コンテナ（有蓋コンテナ）である。
形式の数字部位 「 48 」は、コンテナの容積を元に決定される。このコンテナ容積48㎥の算出は、厳密には端数四捨五入計算の為に、内容積47.5 - 48.4㎥の間に属するコンテナが対象となる。
また形式末尾のアルファベット一桁部位 「 A 」は、コンテナの使用用途（主たる目的）が「 普通品の輸送 」を表す記号として付与されている。

## 番台毎の概要

### 30000番台

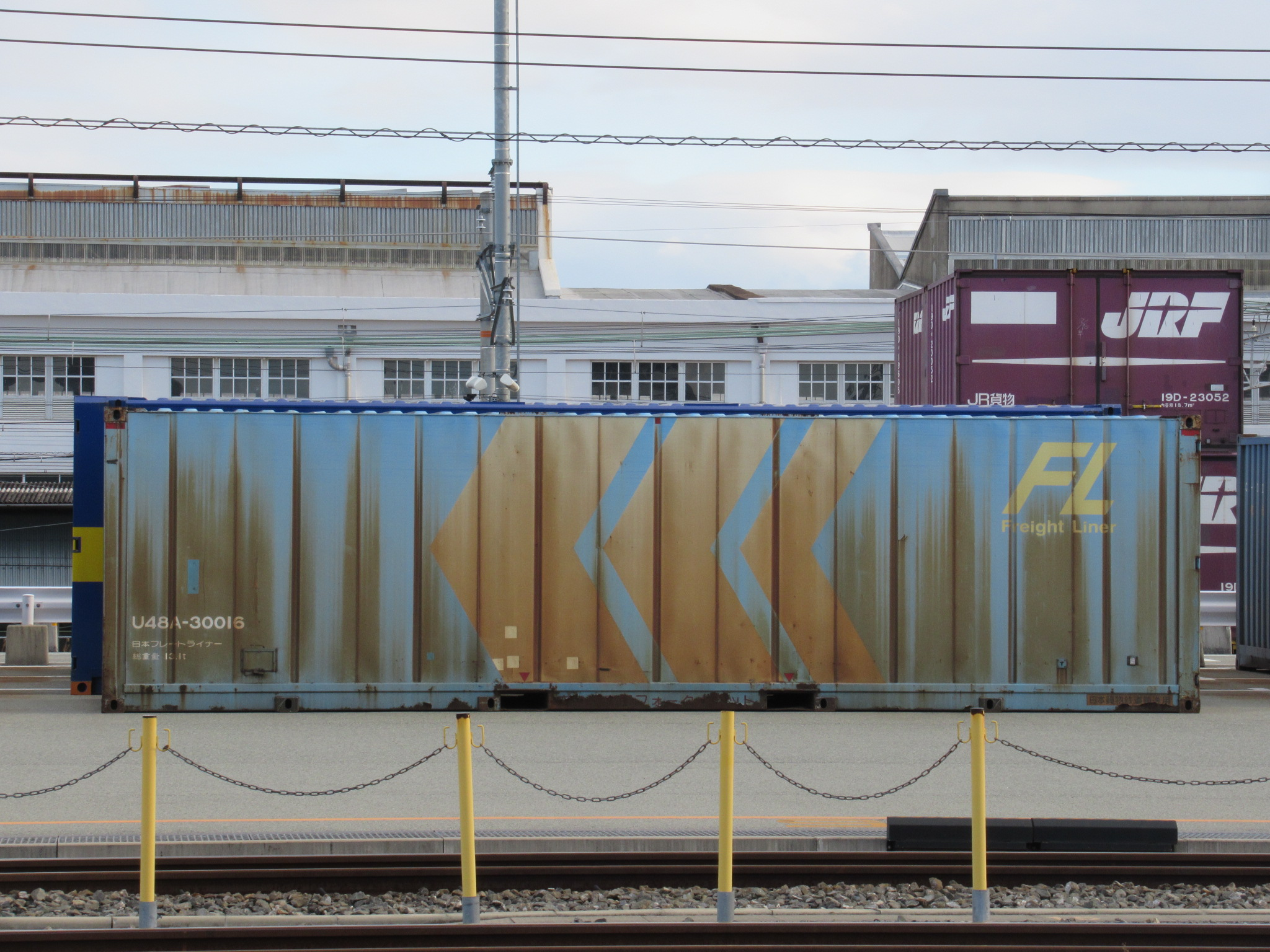
U48A-30016

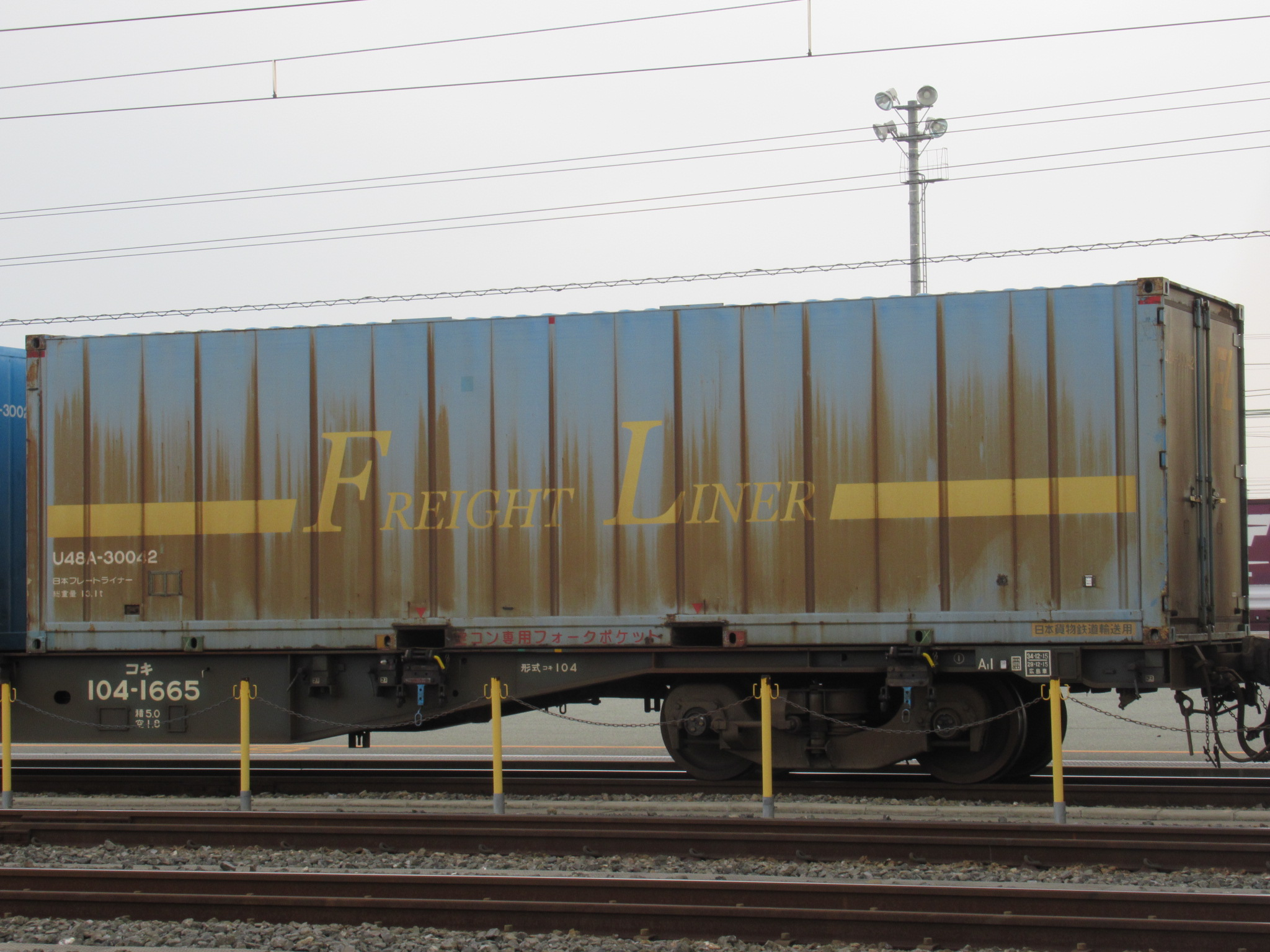
U48A-30042

30001 - 30005（5個）
札幌西濃運輸所有。

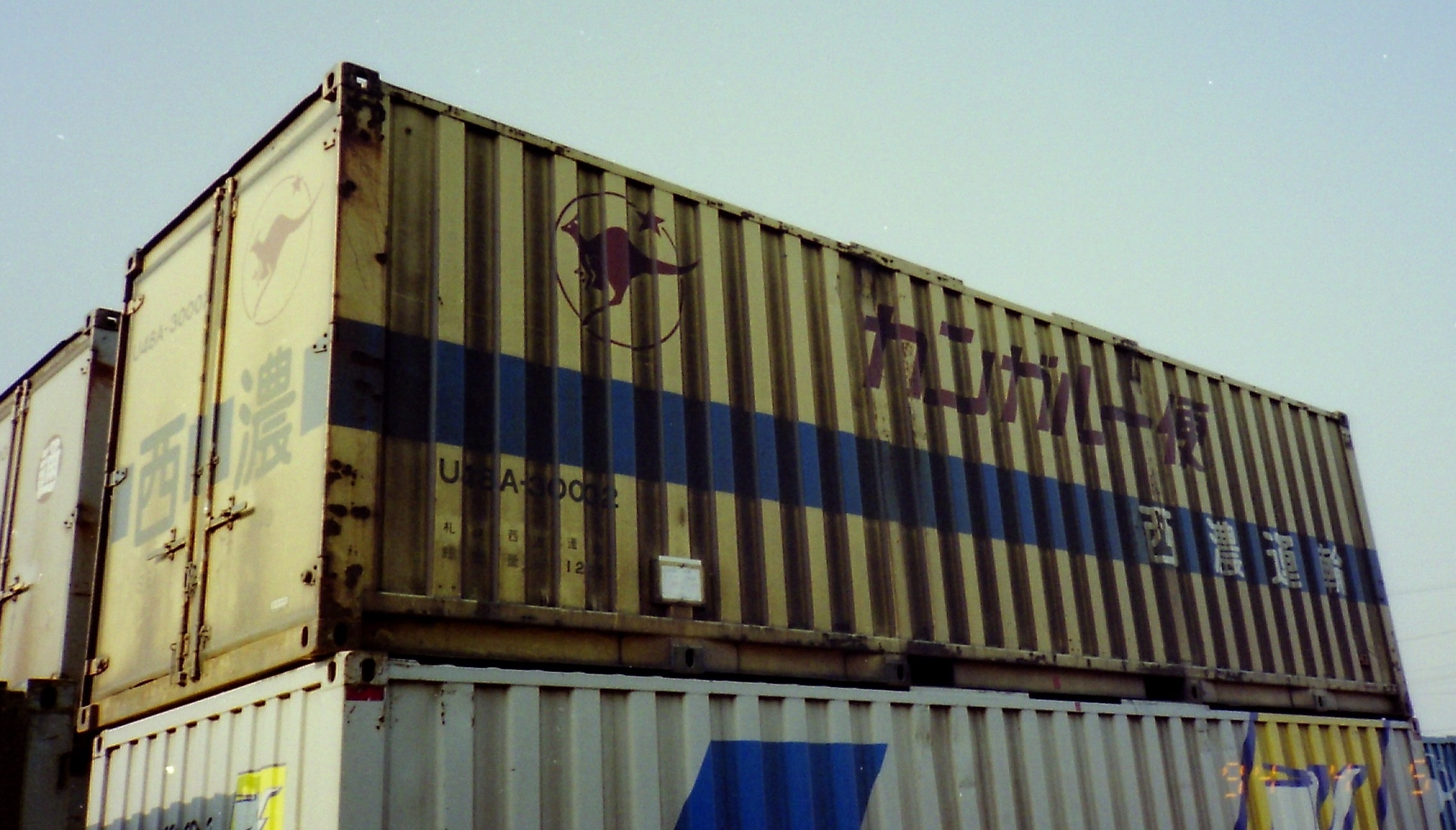
U48A-30002

30006（1個）
日本フレートライナー所有。西濃運輸借受。
30007 - 30030（24個）
日本フレートライナー所有。
- U48A-30016

30031（1個）
日本通運所有。
30032 - 30067（36個）
日本フレートライナー所有。

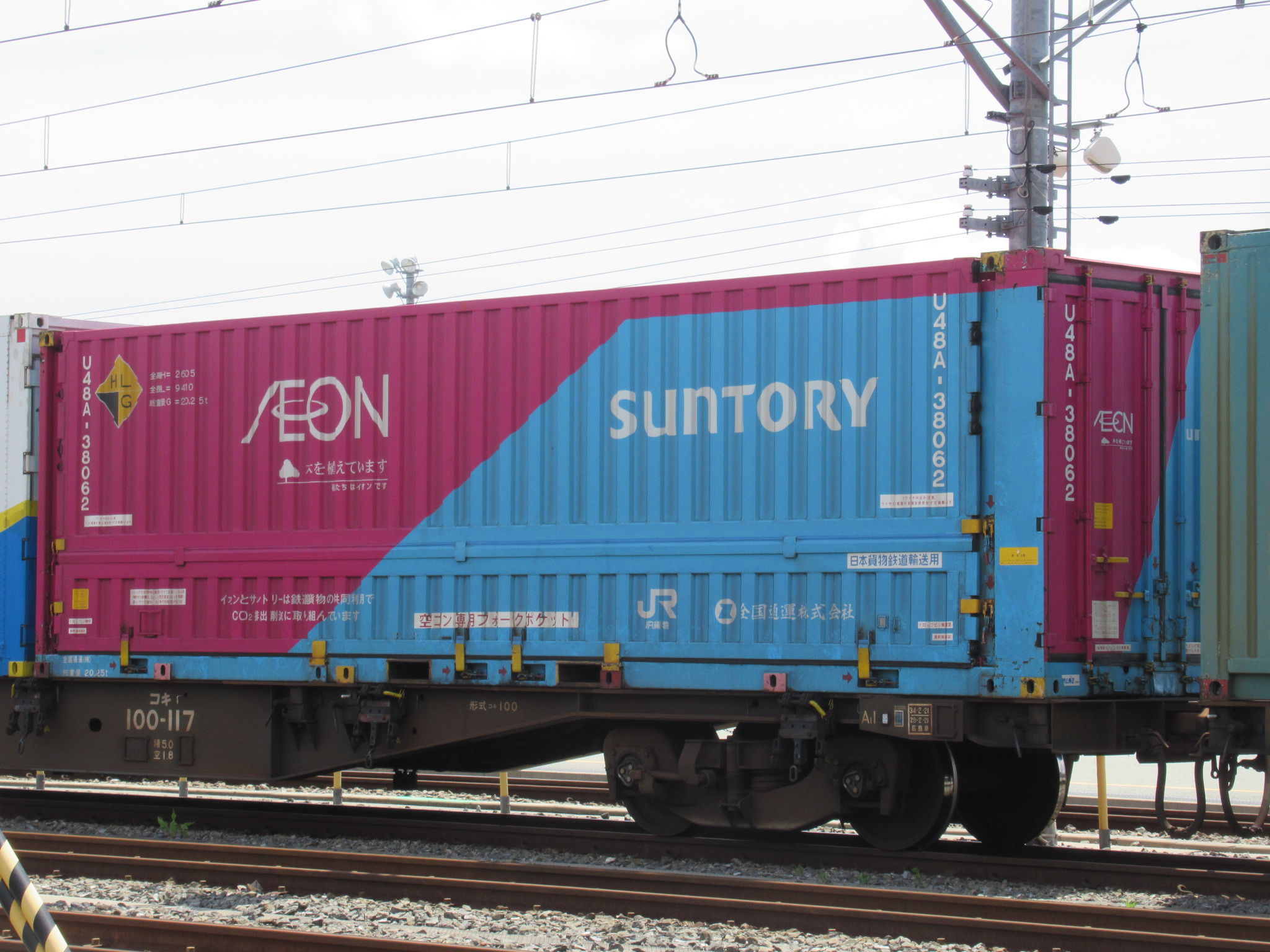
U48A-30042
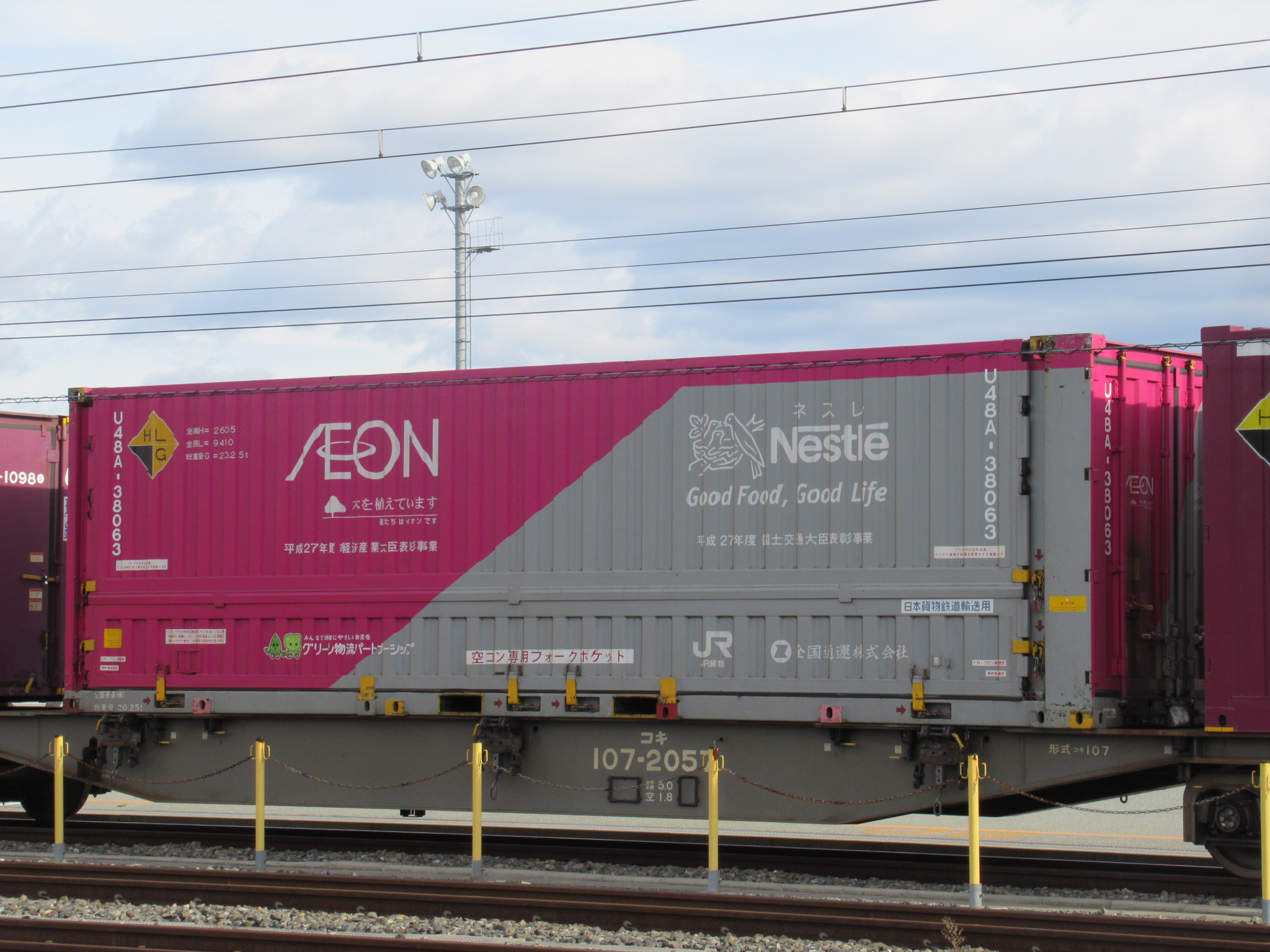
U48A-38063
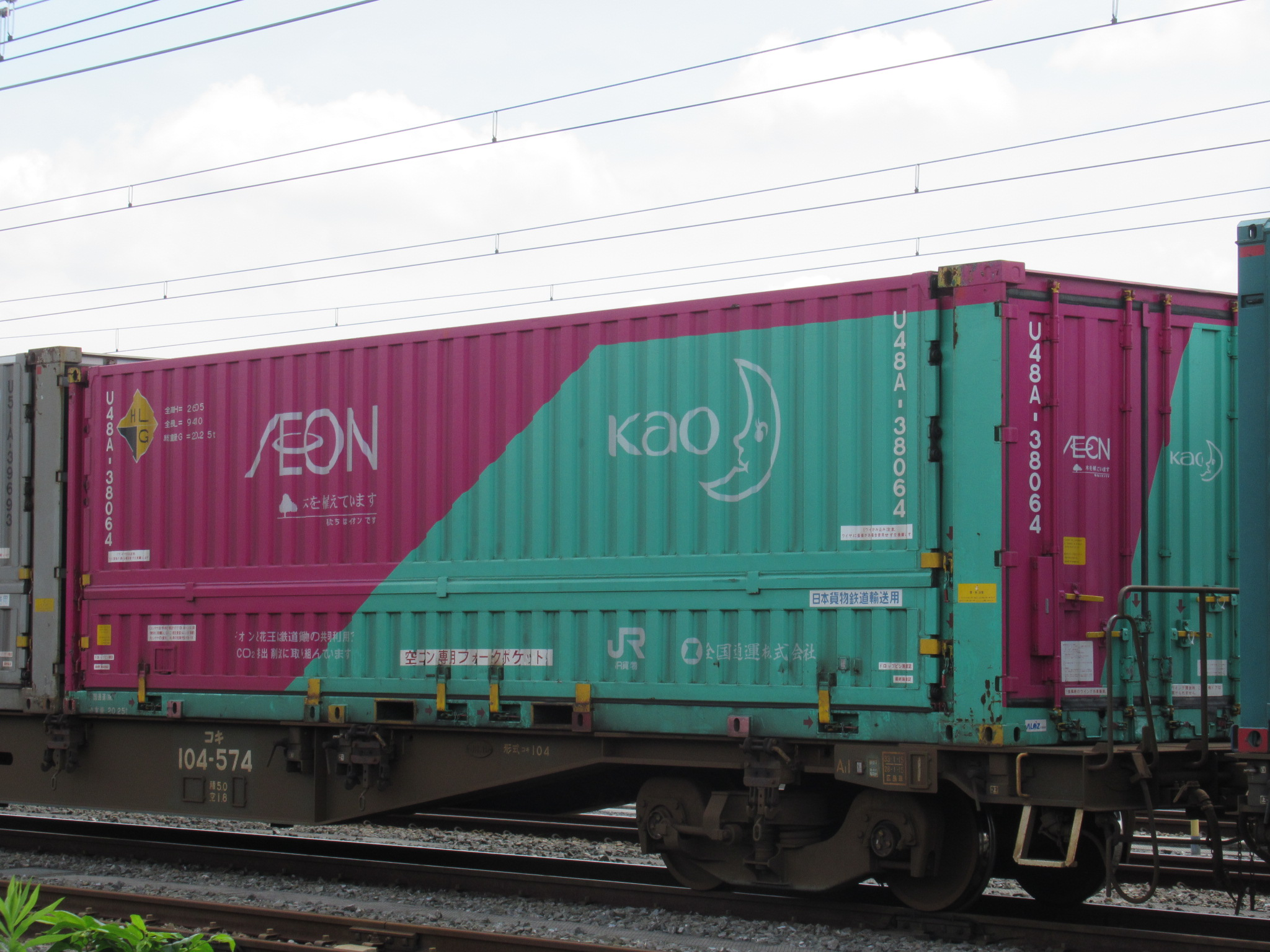
U48A-38064

30068 ・ 30069（2個）
ジェイアール貨物・北関東ロジスティクス所有。デモ用コンテナ。※ラッピング広告仕様。

### 38000番台

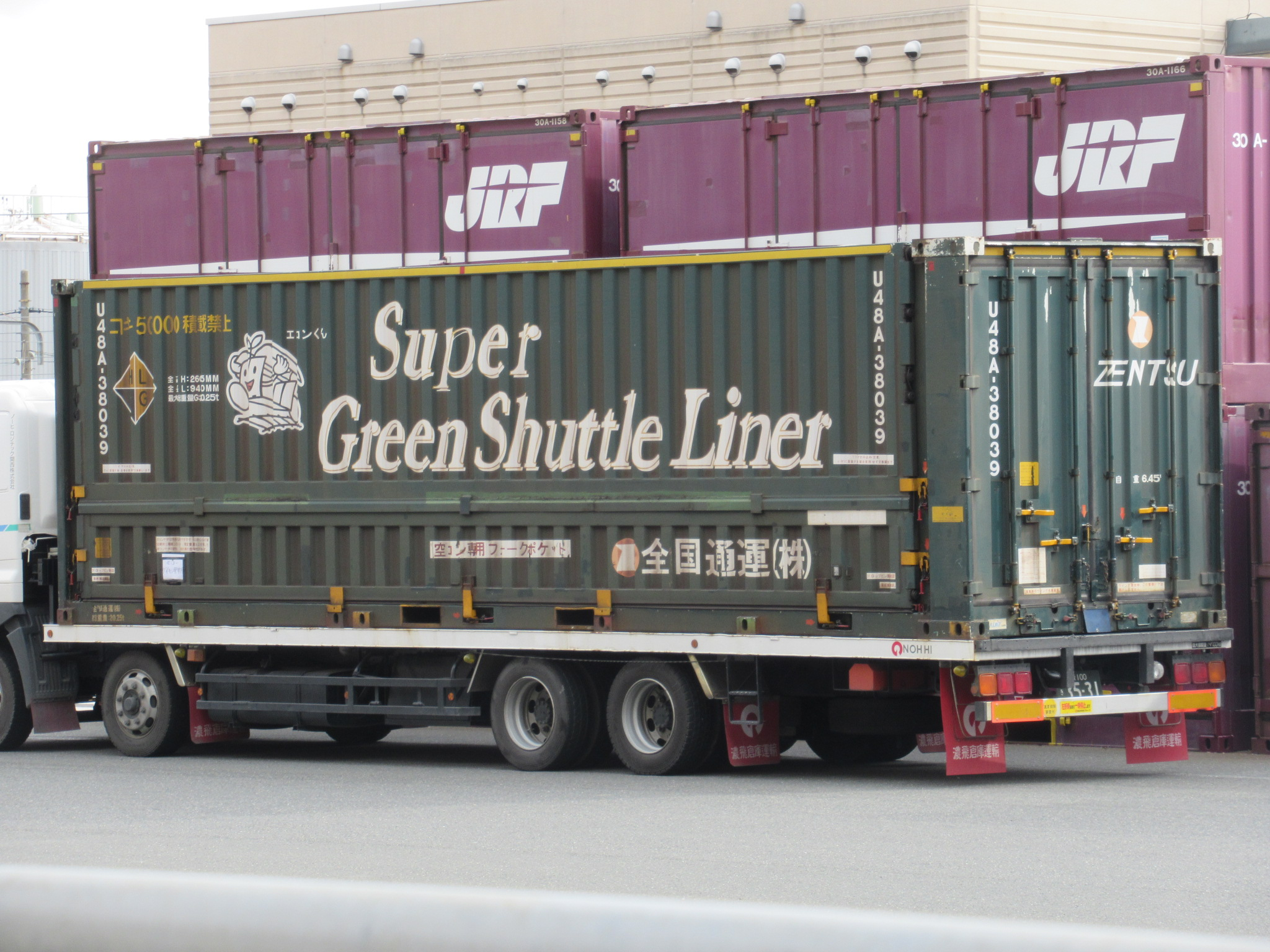
U48A-38039

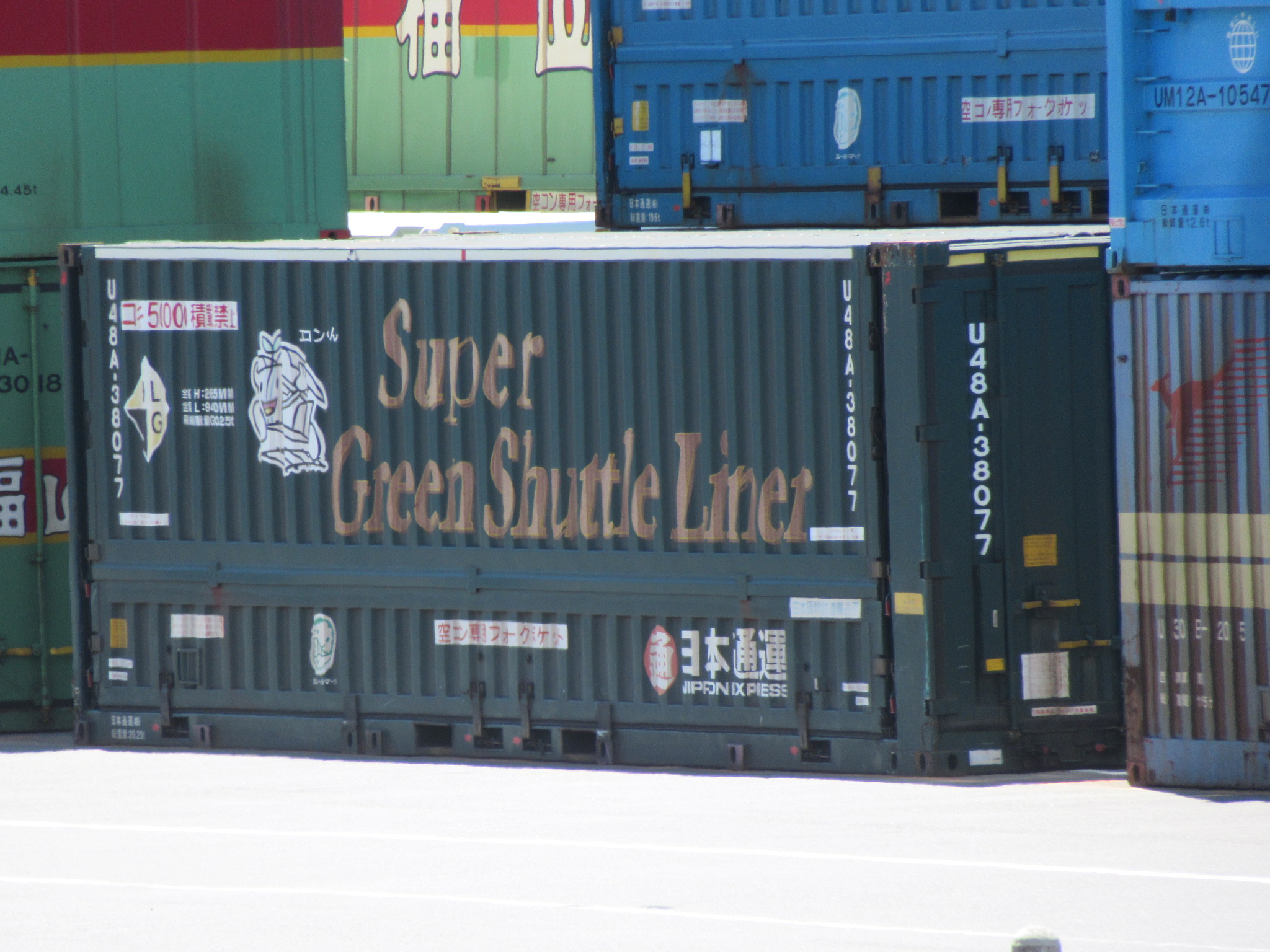
U48A-38077

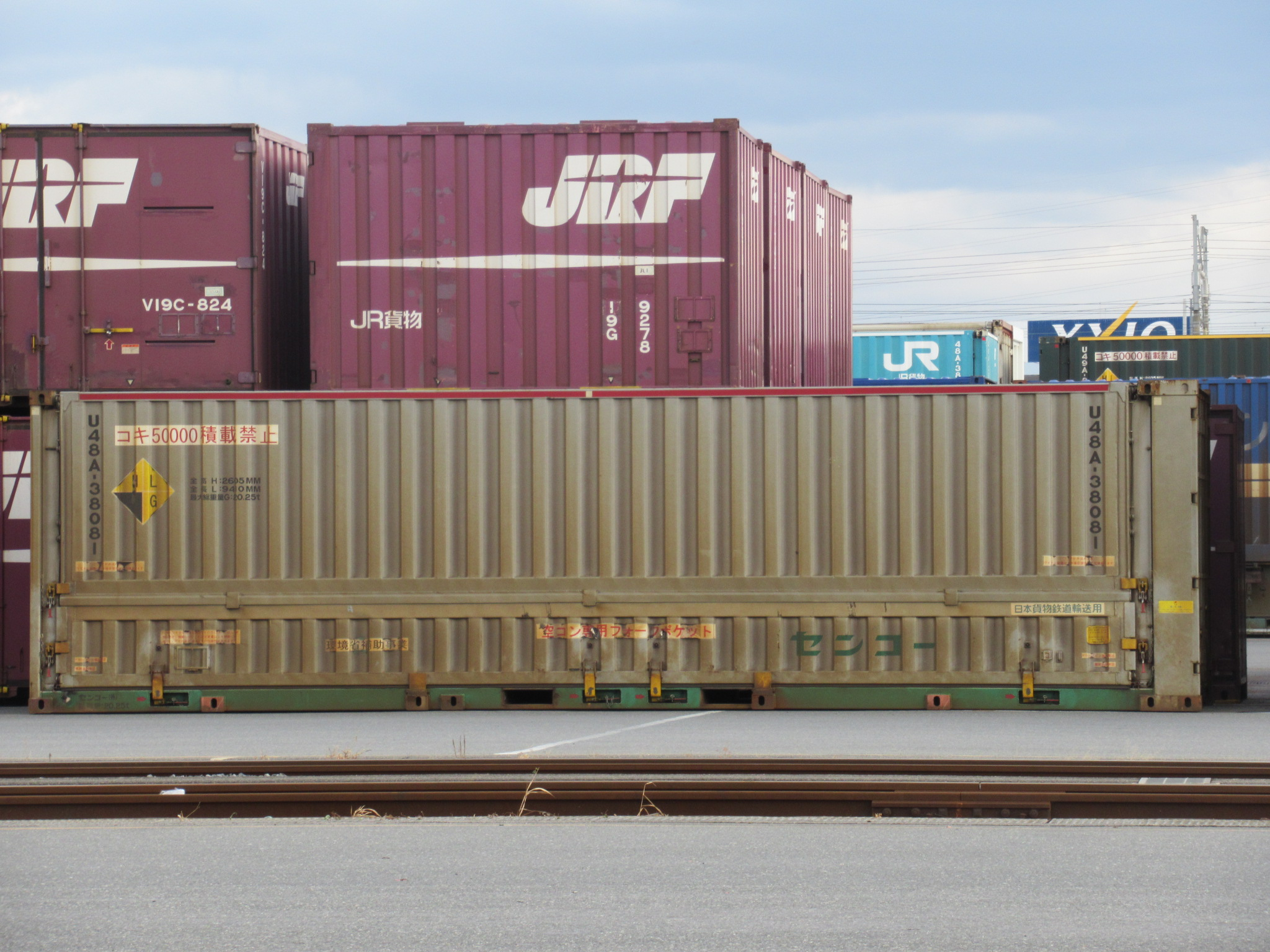
U48A-38081

38001（1個）
全国通運連盟所有 キャンペーン用（エコンくん）コンテナ。片妻側一方観音開き、フルウィング両側面二枚折り仕様。規格外ハローマーク（ H ・ L ・ G ）付き。
↓
- ※のちに熊谷通運へ変更。

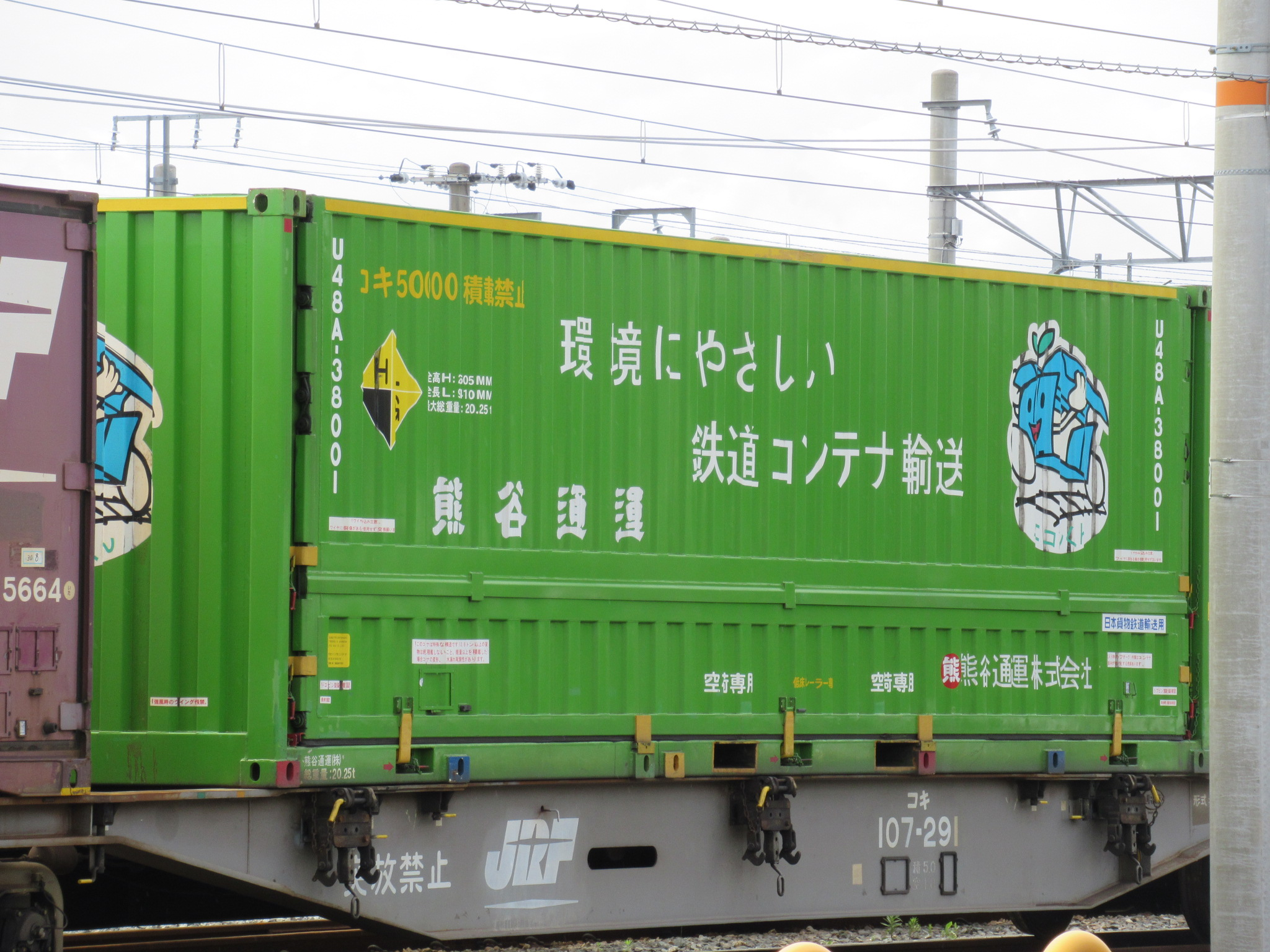
U48A-38001

38002 - 38021（20個）
日本通運所有。日通商事製造。片妻側一方観音開き、両側フルウイング仕様。規格外ハローマーク（ H ・ L ・ G ）付き。
※国からの補助金により、CO2削減を目指して全国通運と共に開発した、『スーパーグリーン・シャトル』シリーズ統一カラー仕様。
38022 - 38041（20個）
全国通運所有。日通商事製作。片妻側一方開き、両側フルウイング仕様。規格外・ハローマーク（ 全高2,605 mm = H 表記、全長9,410 mm = L 表記、最大総重量20.25 t = G ）表記あり。
※国からの補助金により、CO2削減を目指して日本通運と共に開発した、『スーパーグリーン・シャトル』シリーズ統一カラー仕様。
- U48A-38039

38042 - 38044（3個）
カリツー所有。デンソー借受。片妻側一方観音開き、フルウィング両側面二枚折り仕様。規格外ハローマーク（ H ・ L ・ G ）付き。
38045 - 38050（6個）
全国通運所有。日通商事製作。片妻側一方開き、両側フルウイング仕様。規格外・ハローマーク（ 全高2,605 mm = H 表記、全長9,410 mm = L 表記、最大総重量20.25 t = G ）表記あり。
※国からの補助金により、CO2削減を目指して日本通運と共に開発した、『スーパーグリーン・シャトル』シリーズ統一カラー仕様。コキ50000積載禁止の表記が赤文字になった。
38051（1個）
カリツー所有。デンソー借受。片妻側一方観音開き、フルウィング両側面二枚折り仕様。規格外ハローマーク（ H ・ L ・ G ）付き。
38052 - 38057（6個）
全国通運所有。日立製作所借受。片妻側一方観音開き、フルウィング両側面二枚折り仕様。規格外ハローマーク（ H ・ L ・ G ）付き。廃コンとなった38052を除く5基は日立製作所借受のまま2022年2月までに王子運送に転属した。
38058 - 38061（4個）
全国通運所有。王子運送借受。片妻側一方観音開き、フルウィング両側面二枚折り仕様。規格外ハローマーク（ H ・ L ・ G ）付き。2021年までに4基全てが王子運送に転属し正式的に王子運送所有となった。
38062 - 38064（3個）
全国通運所有。日通商事製作。片妻側一方開き、両側フルウイング仕様。規格外・ハローマーク（ 全高2,605 mm = H 表記、全長9,410 mm = L 表記、最大総重量20.25 t = G ）表記あり。
　※38062 イオン・サントリー共同ラウンド輸送用、デザインコンテナ。
　※38063 イオン・ネスレ日本共同ラウンド輸送用、デザインコンテナ。（1個）
　※38064 イオン・花王共同ラウンド輸送用、デザインコンテナ。
- U48A-38062
- U48A-38063
- U48A-38064

38065 ・ 38066（2個）
合通所有。日通商事製のウイングコンテナ｡
38067 - 38073（7個）
全国通運所有。日通商事製作。片妻側一方開き、両側フルウイング仕様。規格外・ハローマーク（ 全高2,605 mm = H 表記、全長9,410 mm = L 表記、最大総重量20.25 t = G ）表記あり。
※国からの補助金により、CO2削減を目指して日本通運と共に開発した、『スーパーグリーン・シャトル』シリーズ統一カラー仕様。コキ50000積載禁止の表記が白地に赤文字のデザインになり視認性が良くなった。
38074 - 38079（6個）
日本通運所有。片妻側一方観音開き、フルウィング両側面二枚折り仕様。規格外ハローマーク（ H ・ L ・ G ）付き。
※国からの補助金により、CO2削減を目指して全国通運と共に開発した、『スーパーグリーン・シャトル』シリーズ統一カラー仕様。
- U48A-38077

38080 ・ 38081（2個）
センコー所有。
- U48A-38081

38082 ・ 38083（2個）
全国通運所有、岡山県貨物運送(オカケン)借受。
38084 - 38087（4個）
全国通運所有、キューソー流通システム借受。
38088 - 38091（4個）
鴻池運輸所有。
38092・38093（2個）
全国通運所有、キューソー流通システム借受。
日本フルハーフ製の全塗装コンテナ。塗装は38085 - 38087と同じ。

### 39500番台

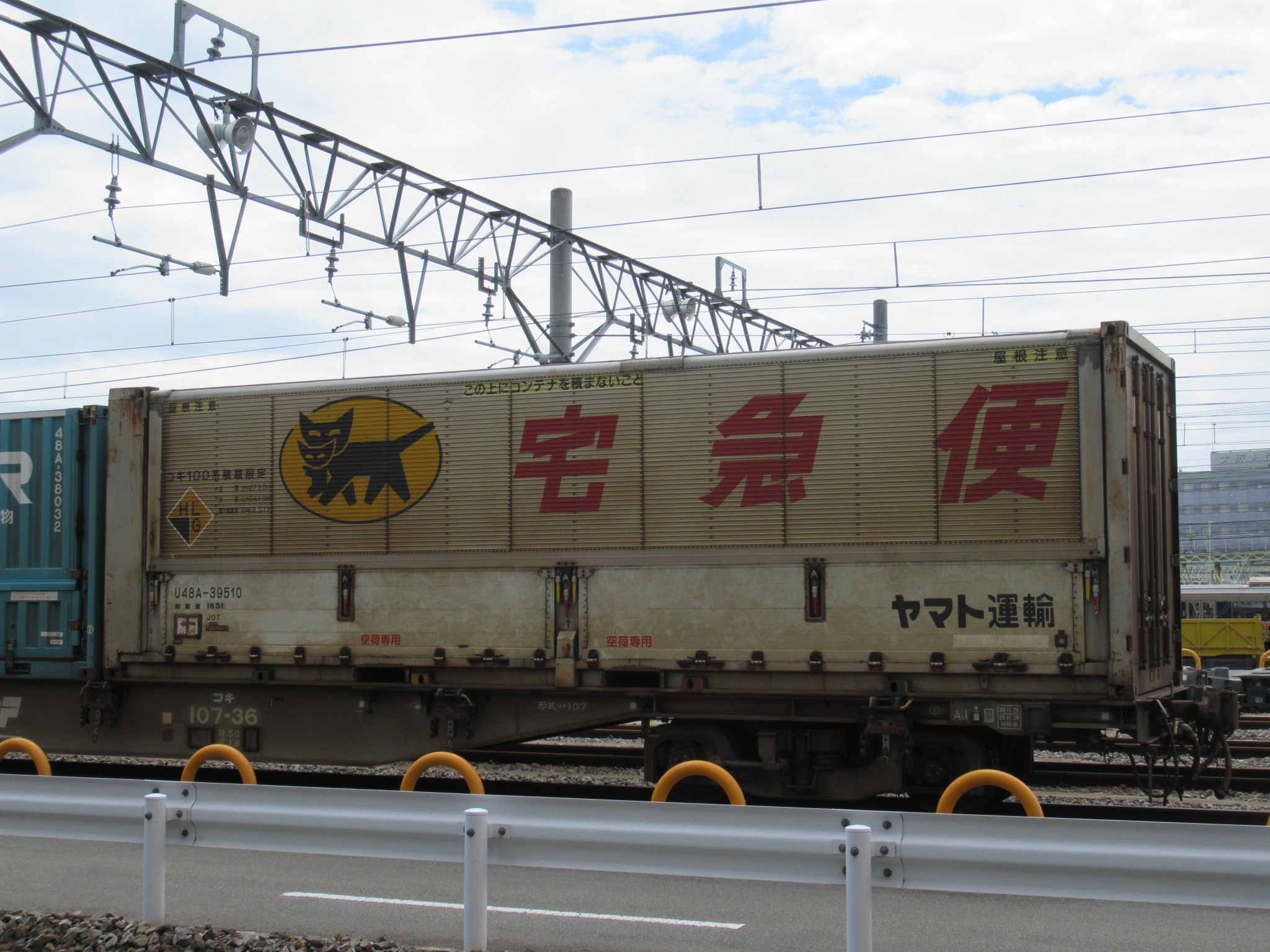
U48A-39510

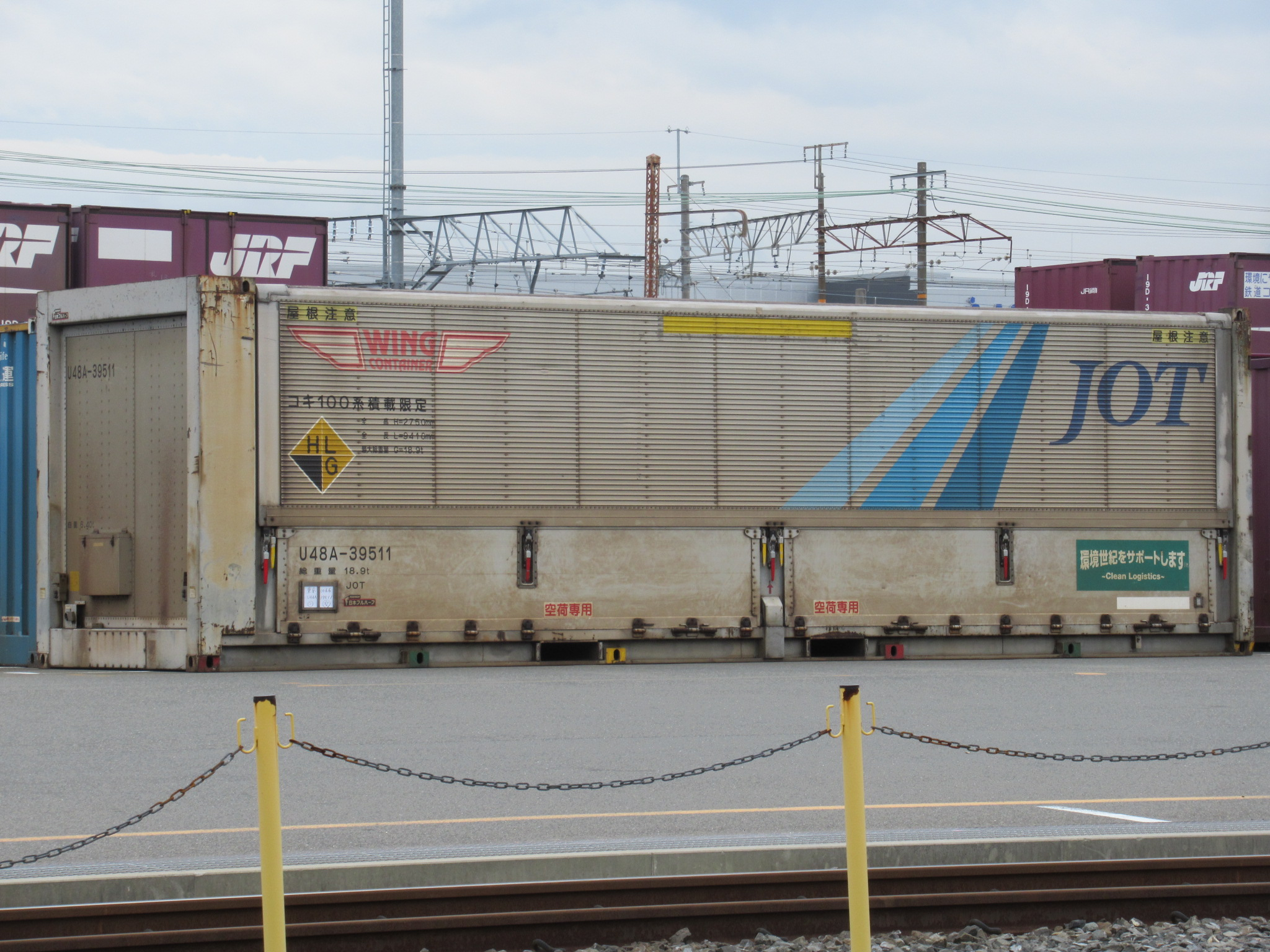
U48A-39511

39501 - 39506（6個）
日立物流所有の中央開戸式有蓋コンテナ。

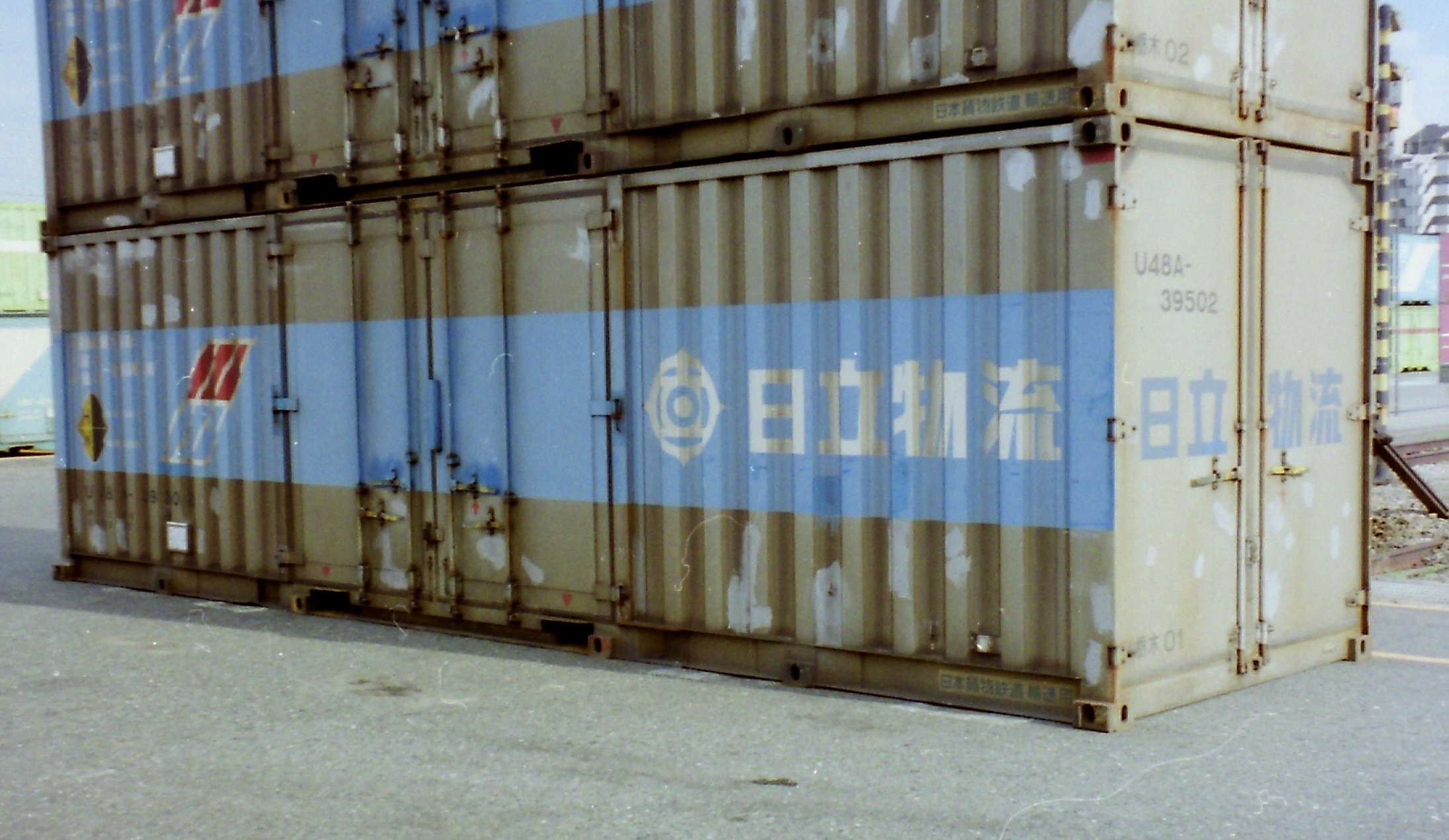
U48A-39502

39507 - 39510（4個）
日本石油輸送所有のウイングルーフ式有蓋コンテナ。ヤマト運輸借受。
全長9,410mm、総重量18.9t。簡易保冷タイプ。
- U48A-39510

39511（1個）
日本石油輸送所有のウイングルーフ式有蓋コンテナ。
全長9,410mm、総重量18.9t。簡易保冷タイプ。
- U48A-39511

39512・39513（2個）
総合車両製作所所有。GS YUASA借受。全高2800mm、総重量5.2t。クリーンエネルギー発電所蓄電システム収納用。